# Mae Nam Nan
Der Mae Nam Nan (Thai: แม่น้ำน่าน, „Nan-Fluss“) oder nur Nan ist neben dem Mae Nam Ping (Thai: แม่น้ำปิง, „Ping-Fluss“) einer der beiden Hauptquellflüsse des Mae Nam Chao Phraya (Chao-Phraya-Fluss), des Zentralstromes von Thailand und fließt etwas mehr als 600 Kilometer in südlicher Richtung. 
Der Ursprung des Nan liegt in der gleichnamigen Provinz Nan in Nord-Thailand. Der Nan fließt dann südlich durch die Provinzen Uttaradit, Phitsanulok und Phichit, ehe er gemeinsam mit dem Mae Nam Yom (Yom-Fluss) bei Chum Saeng (Provinz Nakhon Sawan) weiterfließt. Der Nan vereinigt sich bei Pak Nam Pho in der Stadt Nakhon Sawan mit dem Mae Nam Ping zum Chao Phraya, dem größten Strom Zentralthailands, der südlich von Bangkok in den Golf von Thailand mündet. 
Auf dem Mae Nam Nan in Phitsanulok finden jedes Jahr traditionelle Bootsrennen statt.

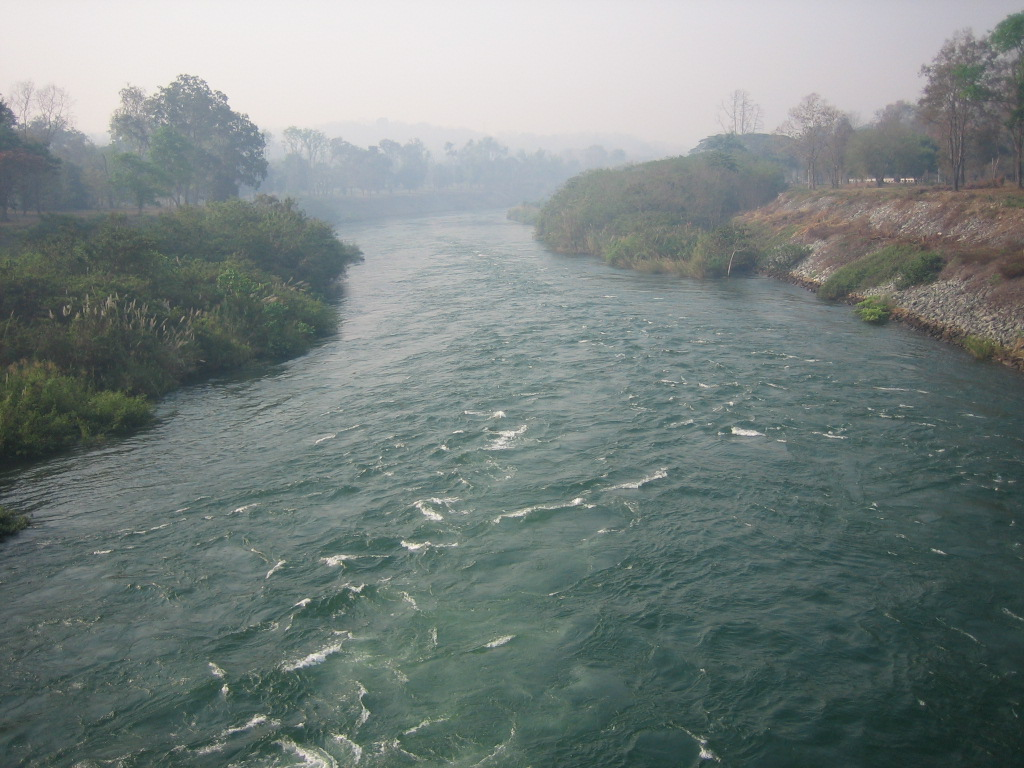
Unterhalb des Sirikit-Staudamms
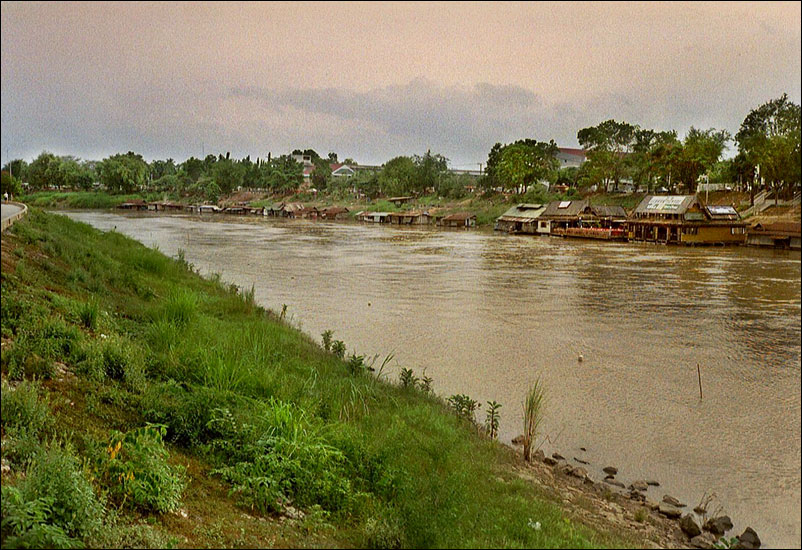
Hausboote auf dem Nan in Phitsanulok
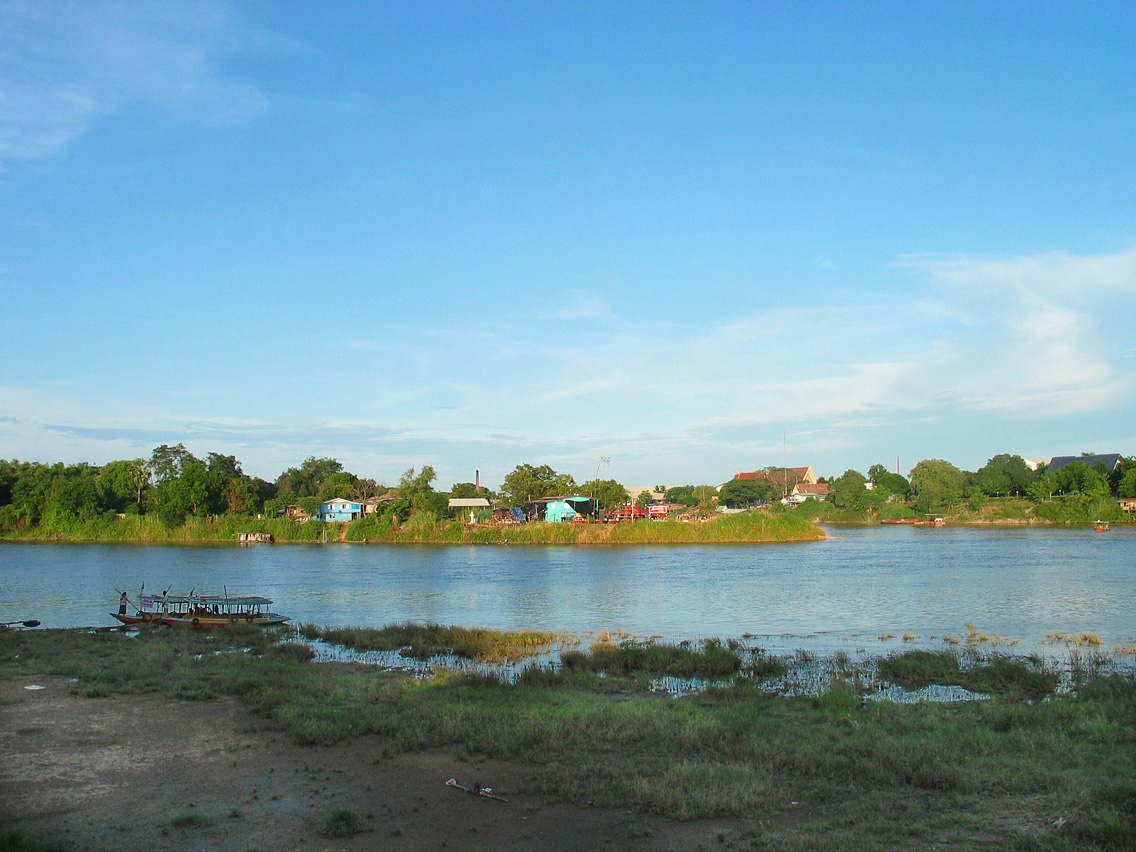
Pak Nam Pho: Zusammenfluss mit dem Ping zum Chao Phraya